# Wilhelm Denninger
Wilhelm Denninger (* 14. Mai 1899 in Lüttringhausen:814; † Juli 1973:155) war ein deutscher Architekt. Die in seinem Büro projektierten Verwaltungsgebäude zählen zu den prägenden Bauten der jungen Bundeshauptstadt Bonn.:155 In dem von ihm im Jahr 1938 entworfenen Landhaus Kiefernweg 12 im Bonner Ortsteil Venusberg lebten nach 1949 mehrere Spitzenpolitiker, zuletzt von 1967 bis 1974 auch der Bundeskanzler Willy Brandt.

## Leben
Im Anschluss an das Studium an der Kunstakademie Düsseldorf war Wilhelm Denninger zunächst Mitarbeiter im Büro von Peter Klotz, bevor er sich im Jahr 1929 als selbständiger Architekt in seiner Wahlheimat Bonn niederließ. Ansässig war er seinerzeit (Stand: 1934) in der Argelanderstraße 138 (Poppelsdorf).:58 Nach dem Zweiten Weltkrieg führte er das Büro mit seinem Sohn Dirk Denninger (1928–2002). Gemeinsam zeichneten Wilhelm und Dirk Denninger für die Projektierung mehrerer Großbauten verantwortlich, darunter der Stadthalle in Bad Godesberg und des Bundesministeriums für Gesundheitswesen. Zu seinen Schülern und Mitarbeitern gehörte der später in Bonn selbständige Architekt Ernst van Dorp. Denninger war Mitglied im Bund Deutscher Architekten (BDA).:814
Das Büro wird heute in dritter Generation von Dirks Sohn Malte in Gemeinschaft mit dessen Frau Margit Ventuelett-Denninger weitergeführt.

## Werk

### Bauten in Bonn
| Bauzeit   | Ortsteil      | Adresse | Bild           | Objekt | Maßnahme                                                                        | Anmerkungen                                                                       |
| --------- | ------------- | --- | -------------- | --- | ------------------------------------------------------------------------------- | --------------------------------------------------------------------------------- |
| 1931/1932 | Gronau        | Friedrich-Wilhelm-Straße 2 Lage                                                                                      |                | Wohnhaus | Neubau                                                                          | Denkmalschutz                                                                     |
| 1933      | Gronau        | Adenauerallee 168/ Simrockstraße 1 Lage                                                                              |                | Reihenwohnhaus (erbaut 1897) | Umbau                                                                           |                                                                                   |
| 1934      | Gronau        | Raiffeisenstraße 3 Lage                                                                                              | weitere Bilder | Villa „Heckmann“ (erbaut 1896/97) | Umbau in ein Mehrfamilienhaus:59/60                                             | Denkmalschutz                                                                     |
| 1936      | Gronau        | Kaiser-Friedrich-Straße 18 Lage                                                                                      | weitere Bilder | Villa (erbaut 1899/1900):94–96 | Umbau in ein Mehrfamilienhaus (Bauherr: Heinrich Prieger, Fabrikdirektor):94–96 | heute Bundeskartellamt                                                            |
| 1936      | Gronau        | Zitelmannstraße 16 Lage                                                                                              |                | Wohnhaus | Neubau                                                                          | bis 2001 Kanzlei der Botschaft von Monaco                                         |
| 1936      | Gronau        | Zitelmannstraße 18 Lage                                                                                              |                | Wohnhaus | Neubau                                                                          |                                                                                   |
| 1936      | Gronau        | Zitelmannstraße 20 Lage                                                                                              |                | Wohnhaus | Neubau                                                                          |                                                                                   |
| 1937      | Gronau        | Görresstraße 42 |                | Wohnhaus | Neubau                                                                          | zuletzt durch Verwaltung des Deutschen Bundestages genutzt; 2005 abgebrochen      |
| 1938–1939 | Venusberg     | Kiefernweg 12 Lage                                                                                                   | weitere Bilder | Landhaus Blömer (später „Brandt-Villa“) | Neubau                                                                          | Denkmalschutz; 2011–2012 Umbau und Aufteilung in zwei Wohnhäuser                  |
| 1939      | Gronau        | Zitelmannstraße 10 Lage                                                                                              |                | Wohnhaus | Neubau                                                                          |                                                                                   |
| 1950er    | Muffendorf    | Muffendorfer Hauptstraße 57–89 Lage                                                                                  | weitere Bilder | Kommende Muffendorf | Umbau für das Königreich Belgien als Residenz der Botschaft                     | Denkmalschutz                                                                     |
| 1950      | Plittersdorf  | Alemannenstraße 1–5, Teutonenstraße 81–83, Godesberger Allee 72–74, Gotenstraße 153–155 Lage                         |                | Wohngebäude:385 | Neubau:385                                                                      |                                                                                   |
| 1950–1952 | Venusberg     | Lage |                | Bundessiedlung „Venusberg I“:346 f. | Neubau (Bauherr: Bundesbaudirektion):343 f.                                     | erste Trabantensiedlung in Bonn:341                                               |
| 1951/1952 | Gronau        | Tempelstraße 19 Lage                                                                                                 |                | Wohnhaus | Neubau                                                                          | 1955–1961 Kanzlei der japanischen Botschaft, 1961 Anbau (Architekt: Karl Band)    |
| 1952      | Gronau        | Adenauerallee 216/ Bundeskanzlerplatz Lage                                                                           | weitere Bilder | „SAS-Pavillon“ | Neubau (Bauherr: Stadt Bonn)                                                    | Denkmalschutz                                                                     |
| 1952      | Venusberg     | Sertürnerstraße 1–17, Johannes-Müller-Straße 1–17/2–16, Sigmund-Freud-Straße 22–32, Gustav-von-Veit-Straße 2–14 Lage |                | Bundessiedlung „Venusberg III“:345 | Neubau:345                                                                      |                                                                                   |
| 1953      | Venusberg     | Gustav-von-Veit-Straße 1–23, Sigmund-Freud-Straße 34–40, Garréstraße 1–35/2–22, Kiefernweg 19–39 Lage                |                | Bundessiedlung „Venusberg IV“:345 | Neubau:345                                                                      |                                                                                   |
| 1953–1954 | Gronau        | Heussallee 5 Lage | weitere Bilder | „Schulze-Delitzsch-Haus“:149 f | Neubau                                                                          | ehemaliger Sitz des Bundesverbands der Deutschen Volksbanken und Raiffeisenbanken |
| 1954      | Muffendorf    | An der Kommende 16–22 Lage                                                                                           |                | Bundeseigenheime:409 f. | Neubau:409 f.                                                                   |                                                                                   |
| 1954/1955 | Muffendorf    | Deutschherrenstraße 86 Lage                                                                                          |                | Wohngebäude | Neubau                                                                          | Denkmalschutz                                                                     |
| 1955–1956 | Bonn-Zentrum  | Markt 13–21/ Marktbrücke 1–3/ Remigiusplatz 6 Lage                                                                   | weitere Bilder | Kaufhaus Blömer | Neubau                                                                          | erhalten                                                                          |
| 1955–1958 | Alt-Godesberg | Koblenzer Straße 80 Lage                                                                                             | weitere Bilder | Stadthalle Bad Godesberg:814:173 f | Neubau (Bauherr: Stadt Bad Godesberg):173 f                                     | Denkmalschutz                                                                     |
| 1956      | Bonn-Zentrum  | Bertha-von-Suttner-Platz 1–7 Lage                                                                                    | weitere Bilder | Kino „Universum“ (heute „Woki“) | Neubau                                                                          |                                                                                   |
| 1959      | Gronau        | Winston-Churchill-Straße 1/1a Lage                                                                                   |                | Bürohaus | Neubau (Bauherr: Wilhelm Denninger)                                             |                                                                                   |
| 1962–1963 | Kessenich     | Franz-Lohe-Straße 1–71a Lage                                                                                         |                | Autohaus Opel an der Reuterbrücke:198 f | Neubau                                                                          | im März 2015 abgebrochen                                                          |
| 1962–1963 | Poppelsdorf   | Trierer Straße 70–72 Lage                                                                                            |                | Bürohaus:151 f | Neubau (Bauherr: Melbtal GmbH):151 f                                            |                                                                                   |
| 1962–1968 | Pennenfeld    | Deutschherrenstraße 87–93 Lage                                                                                       |                | drei Gebäudekomplexe für das Bundesministerium für Gesundheitswesen, den „Bundesminister für zivilen Bevölkerungsschutz“ und das „Kommando für Territoriale Verteidigung“:153 | Neubau (Bauherr: Provinzial-Feuerversicherungs-Anstalt, Düsseldorf):153         | 2014/15 abgebrochen                                                               |
| 1964 ff.  | Beuel-Mitte   | Sankt Augustiner Straße 86 / Platanenweg 29, 37 und andere Lage                                                      |                | 6 Bürohäuser, davon 4 Hochhäuser als „Mietshäuser für Bundesbehörden und andere öffentliche Dienststellen“:156 f                                                              | Neubau (Bauherr: Zahnärztekammer u. a.):156 f                                   |                                                                                   |
| 1964–1965 | Hochkreuz     | Kennedyallee 91–103 Lage                                                                                             | weitere Bilder | Bürogebäude für Inter Nationes:153 f | Neubau                                                                          | heute Deutscher Akademischer Austauschdienst                                      |
| 1964–1965 | Hochkreuz     | Kennedyallee 105–107 Lage                                                                                            |                | Miet-Bürohaus für das Bundesministerium für Familie und Jugend:154 | Neubau                                                                          | heute Deutscher Akademischer Austauschdienst                                      |
| 1967      | Mehlem        | Rüdigerstraße 50 Lage                                                                                                | weitere Bilder | Mehrfamilienhaus:61 | Neubau (Bauherr: Rodderberg-Immobilien):61                                      |                                                                                   |
| 1968      | Plittersdorf  | Hochkreuzallee 1 Lage                                                                                                | weitere Bilder | Bürogebäude für die Deutsche Beamten-Versicherung:159 | Neubau (Bauherr: H. Süsselbeck, Bad Godesberg):159                              | 2014 Umbau zum Ärztehaus                                                          |
| 1968–1969 | Bonn-Zentrum  | Bertha-von-Suttner-Platz 25 / Sandkaule Lage                                                                         | weitere Bilder | Büro- und Geschäftshaus „IOS-Haus“:161 f | Neubau (Bauherr: Wilhelm Denninger u. a.):161 f                                 |                                                                                   |
| 1968–1969 | Schweinheim   | Am Stadtwald 66/68a/68b Lage                                                                                         |                | drei Wohnhäuser am Stadtwald:61 f | Neubau (Bauherr: H. Süsselbeck, Bad Godesberg):61 f                             |                                                                                   |
| 1968–1969 | Hochkreuz     | Stephan-Lochner-Straße 1 Lage                                                                                        |                | Bürogebäude für den „Bundesbeauftragten für den Steinkohlenbergbau und die Steinkohlenbergbaugebiete“:161                                                                     | Neubau (Bauherr: Zahnärztekammer):161                                           |                                                                                   |
| 1968–1970 | Plittersdorf  | Kennedyallee 64–70/ Ahrstraße 20 Lage                                                                                | weitere Bilder | Verwaltungsgebäude für die Deutsche Siedlungs- und Landesrentenbank:159 f | Neubau (Gartenarchitekt: Heinrich Raderschall):159 f                            | Verlängerung zur Ahrstraße in späterem Bauabschnitt:159 f; heute Postbank         |

Nicht ausgeführte Entwürfe
- 1947:–9999 Gronau, Wörthstraße 5 (später Tempelstraße), Kronprinzenvilla, Zeichnung zur Wiederherstellung; 1952/53 abgebrochen[26]
- 1954:–9999 Bonn, Wettbewerbsentwurf für den Neubau der Beethovenhalle (4. Preis)[27]
- 1956:–9999 Bad Godesberg, Stadtpark (Gartenstraße 6[28]), Neugestaltung der Reitanlage (u. a. Anbau eines Pferdestalls); 1957 abgebrochen[29]
- 1960:–9999 Hallenbad, 1. Preis im Wettbewerb[30]

### Außerhalb
- 1949–1950: Bad Honnef, Rheinpromenade 5, Stationsgebäude des Endbahnhofs der Siebengebirgsbahn[31]
- 1951:–9999 Köln, Stadtteil Riehl, Am Botanischen Garten 1, Mehrfamilienhaus[1]:814
- 1952:-9999  Bad Honnef, Stadtteil Rhöndorf, Stationsgebäude der Siebengebirgsbahn (abgerissen)[32]
- 1954:–9999 New Delhi, Wettbewerb um den ersten Neubau einer bundesdeutschen Vertretung (4. Preis, unter Nichtvergabe eines ersten Preises; Ausführung nach dem Entwurf von Johannes Krahn)[33]
- 1954–1955: Köln, Stadtteil Marienburg, Am Südpark 8, Einfamilienhaus für die Braunkohlen- und Brikettwerke Roddergrube AG (Dirk Denninger)[1]:42
- 1957:–9999 Köln, Stadtteil Marienburg, Leyboldstraße 14, Mehrfamilienhaus für die Braunkohlen- und Brikettwerke Roddergrube AG (Wilhelm Denninger); 1979 abgebrochen[1]:338 f
- 1957–1958: Köln, Stadtteil Marienburg, Bayenthalgürtel 8, Erweiterungsbau an die Fachschule für Augenoptiker des Zentralverbandes der Augenoptiker[1]:141
- 1958:–9999 Neuss, Stadthalle, 3. Preis im Wettbewerb[34]
- 1958:–9999 Coesfeld, Verwaltungsgebäude[35]
- 1960–1961: Köln, Stadtteil Marienburg, Gustav-Heinemann-Ufer 90, Hauptverwaltung der Patria-Versicherungs AG (Patria-Haus)[1]:274
- 1960–1962: Köln, Stadtteil Marienburg, Bayenthalgürtel 16, Verwaltungsgebäude[1]:144
- 1963–1964: Köln, Stadtteil Marienburg, Bayenthalgürtel 6, Fachschule für Augenoptiker des Zentralverbandes der Augenoptiker[1]:141
- 1968–1979: Niederkassel, Stadtteil Lülsdorf, Siedlung »Am Wolfspfädchen« (Bauherrin: Maria Dölger)[15]:52